# Caupolicana quadrifasciata
Caupolicana quadrifasciata is een vliesvleugelig insect uit de familie Colletidae. De wetenschappelijke naam van de soort is voor het eerst geldig gepubliceerd in 1898 door Friese.